# Hacke Hackspett på sommarläger
Hacke Hackspett på sommarläger (originaltitel: Woody Woodpecker Goes to Camp) är en amerikansk delvis animerad komedifilm från 2024. Filmen är regisserad av Jonathan A. Rosenbaum efter ett manus skrivet av Cory Edwards, Walter Lantz och Jim Martin. Filmen hade premiär på Netflix den 12 april 2024.

## Handling
Filmen kretsar kring Hacke Hackspett som efter att ha blivit utslängd ur skogen måste hitta ett nytt hem. På Camp Woo Hoo tror han att han har hittat rätt, men det finns en inspektör som vill stänga lägret.

## Rollista (i urval)
- Eric Bauza
- Savannah La Rain
- Chloe De Los Santos
- George Holahan-Cantwell
- CC Dewar
- Esther Son
- William Atticus Parker
- Ian Rooney